# The Royal Hamilton Light Infantry (Wentworth Regiment)
The Royal Hamilton Light Infantry (Wenworth Regiment), abrégé en RHLI, littéralement « L'Infanterie légère royale de Hamilton (Régiment de Wenworth) », est un régiment d'infanterie de la Première réserve de l'Armée canadienne. Il fait partie du 31e Groupe-brigade du Canada au sein de la 4e Division du Canada. Les soldats de ce régiment sont surnommés les « Rileys » à cause de l'abréviation « RHLI » du nom du régiment.
Le régiment tire ses origines du 13th Battalion Volunteer Militia (Infantry), Canada (littéralement, le « 13e Bataillon de la Milice volontaire (Infanterie), Canada ») fondé en 1862 à Hamilton en Ontario qui devint The Royal Hamilton Regiment (« Le Régiment royal de Hamilton ») en 1920, puis, The Royal Hamilton Light Infantry (« L'Infanterie légère royale de Hamilton ») en 1927. En 1936, ce dernier fusionna avec The Wentworth Regiment (« Le Régiment de Wentworth »). Celui-ci tire ses origines du 77th "Wentworth" Battalion of Infantry (« 77e "Wentworth" Bataillon d'infanterie ») fondé en 1872 à Dundas en Ontario qui devint The Wentworth Regiment en 1920.
En plus de l'histoire de sa propre lignée, le RHLI perpétue l'héritage de cinq bataillons du Corps expéditionnaire canadien (CEC) de la Première Guerre mondiale, les 4e, 86e, 120e, 129e et 205e Bataillon "outremers", CEC.

## Histoire

### Origines et création
Le gouvernement du Canada avait établi des unités de la Milice canadienne dans la plupart des grandes villes et comtés pendant les années 1860 à cause d'inquiétudes par rapport à l'instabilité de la situation aux États-Unis avec la Guerre de Sécession et le départ de l'armée britannique durant cette période. C'est ainsi que le 13th Battalion Volunteer Militia (Infantry) (le « 13e Bataillon de la Milice volontaire (Infanterie) ») a été créé le 11 décembre 1862 au centre-ville de Hamilton en Ontario. Dans la foulée des raids féniens, il fut mobilisé et servit à la frontière à Niagara du 8 au 31 mars et du 1er au 22 juin 1866.
Le 23 mai 1872, le 77th "Wenworth" Battalion of Infantry" (le « 77e Bataillon d'infanterie "Wenworth" ») a été créé dans le comté de Wenworth en périphée de Hamilton. Le 8 mai 1900, ces deux bataillons devinrent des régiments et firent respectivement renommés en « 13th Regiment » (« 13e Régiment ») et « 77th Wenworth Regiment » (« 77e Régiment de Wenworth »). Le 3 janvier 1910, le 13th Regiment obtint le droit de se nommer « royal » et fut alors renommé en « 13th "Royal Regiment" » (« 13e "Régiment royal" »).
Dans la foulée de la Première Guerre mondiale, le 6 août 1914, des détachements du 77th Wenworth Regiment furent mobilisés pour le service actif afin de fournir des services de protection dans la région locale.
Le 1er mai 1920, le 13th "Royal Regiment" fut renommé en « The Royal Hamilton Regiment » (« Le Régiment royal de Hamilton ») et le 77th Wenworth Regiment en « The Wenworth Regiment » (« Le Régiment de Wenworth »). Le 15 mars 1927, The Royal Hamilton Regiment fut renommé en « The Royal Hamilton Light Infantry » (« L'Infanterie légère royale de Hamilton »). Le 15 décembre 1936, les deux régiments fusionnèrent pour devenir The Royal Hamilton Light Infantry (Wentworth Regiment).

### Seconde Guerre mondiale

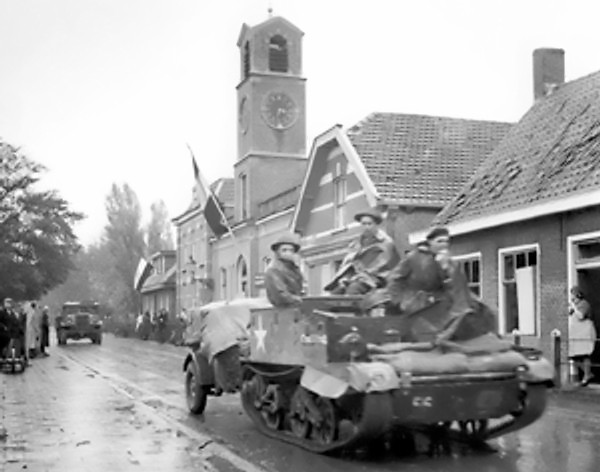
Un Universal Carrier transportant des soldats du Royal Hamilton Light Infantry dans le village de Krabbendijke aux Pays-Bas le 27 octobre 1944

Le 1er septembre 1939, The Royal Hamilton Light Infantry (Wentworth Regiment) mobilisa une unité appelée « The Royal Hamilton Light Infantry, CASF » pour le service actif. Le 7 novembre 1940, cette dernière devint le 1er Bataillon du régiment tandis que l'unité de réserve devint le 2e Bataillon. Le 22 juillet de la même année, le 1er Bataillon s'embarqua pour la Grande-Bretagne.
Le 19 août 1942, le 1er Bataillon connut son premier combat en participant au débarquement de Dieppe. Cette opération a tourné au désastre et, sur les 582 hommes du RHLI débarqués, seuls 102 échappèrent à la mort, aux blessures et à la capture[réf. nécessaire]. 5 juillet 1944, il débarqua à nouveau en France en tant que composante de la 4e Brigade d'infanterie canadienne au sein de la 2e Division d'infanterie canadienne. Il combattit dans le Nord-Ouest de l'Europe jusqu'à la fin du conflit. Le 31 décembre 1945, le bataillon outre-mer fut dissous et le bataillon de réserve au Canada abandonna alors sa désignation de 2e Bataillon.

## Lignée
| Avant la fusion                                                                                   | Avant la fusion                                      |
| ------------------------------------------------------------------------------------------------- | ---------------------------------------------------- |
| 13th Battalion Volunteer Militia (Infantry), Canada (11 décembre 1862)                            | 77th "Wentworth" Battalion of Infantry (23 mai 1872) |
| 13th Regiment (8 mai 1900)                                                                        | 77th Wentworth Regiment (8 mai 1900)                 |
| 13th "Royal Regiment" (3 janvier 1910)                                                            | 77th Wentworth Regiment (8 mai 1900)                 |
| The Royal Hamilton Regiment (1er mai 1920)                                                        | The Wentworth Regiment (1er mai 1920)                |
| The Royal Hamilton Light Infantry (15 mars 1927)                                                  | The Wentworth Regiment (1er mai 1920)                |
| Après la fusion                                                                                   |                                                      |
| The Royal Hamilton Light Infantry (Wentworth Regiment) (15 décembre 1936)                         |                                                      |
| 2nd (Reserve) Battalion, The Royal Hamilton Light Infantry (Wentworth Regiment) (7 novembre 1940) |                                                      |
| The Royal Hamilton Light Infantry (Wentworth Regiment) (31 décembre 1945)                         |                                                      |

## Honneurs et distinctions

### Honneurs de bataille

Drapeau consacré du Royal Hamilton Light Infantry (Wentworth Regiment) affichant 11 de ses honneurs de bataille

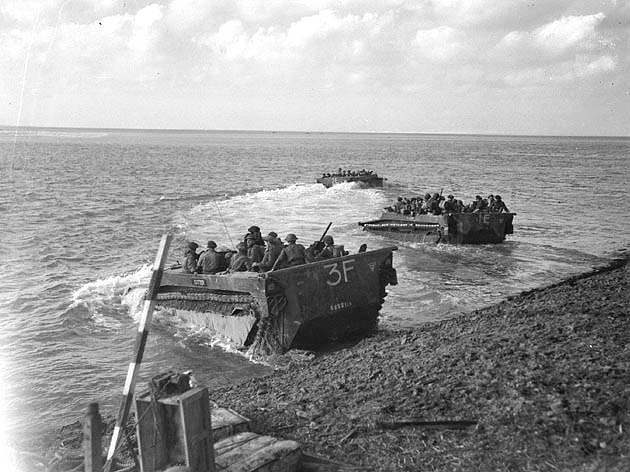
Des véhicules amphibies transportant les troupes de la 1re Armée canadienne pendant la bataille de l'Escaut en Belgique en septembre 1944 lors de la Seconde Guerre mondiale

Les honneurs de bataille sont le droit donné par la Couronne au régiment d'apposer sur ses couleurs les noms des batailles ou des conflits dans lesquels il s'est illustré.
| Guerre anglo-américaine de 1812 | Guerre anglo-américaine de 1812     |
| ------------------------------- | ----------------------------------- |
| Défense du Canada – 1812-1815   | Détroit                             |
| Queenston                       | Niagara                             |
| Guerre d'Afrique du Sud         |                                     |
| Afrique du Sud, 1899-1900 (*)   |                                     |
| Première Guerre mondiale        |                                     |
| Ypres, 1915, '17                | Gravenstafel                        |
| Saint-Julien                    | Festubert, 1915                     |
| Mont Sorrel                     | Somme, 1916                         |
| Pozières                        | Flers-Courcelette                   |
| Crête d'Ancre                   | Arras, 1917, '18                    |
| Vimy, 1917                      | Arleux                              |
| Scarpe, 1917, '18               | Côte 70                             |
| Passchendaele (*)               | Amiens                              |
| Drocourt-Quéant (en)            | Ligne Hindenburg                    |
| Canal du Nord (*)               | Poursuite vers Mons (*)             |
| France et Flandres, 1915-18     |                                     |
| Seconde Guerre mondiale         |                                     |
| Dieppe                          | Crête de Verrière-Tilly-la-Campagne |
| Falaise                         | Route de Falaise                    |
| Clair Tizon                     | Forêt de la Londe                   |
| L'Escaut                        | Woensdrecht                         |
| Beveland-Sud                    | La Rhénanie                         |
| Route de Goch-Calcar            | La Hochwald                         |
| Xanten                          | Canal Twente                        |
| Groningue                       | Nord-Ouest de l'Europe, 1944-1945   |
| Guerre d'Afghanistan            |                                     |
| Afghanistan                     |                                     |

### Croix de Victoria

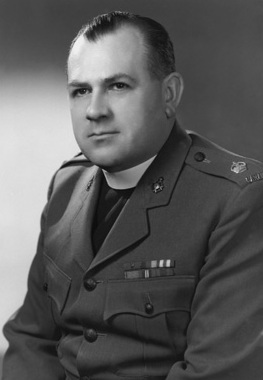
L'aumônier militaire, récipiendaire de la croix de Victoria, la plus haute récompense des forces du Commonwealth, pour ses actions au cours de la Seconde Guerre mondiale

La croix de Victoria est la plus haute récompense des forces du Commonwealth. Le révérend John Weir Foote (en), un prêtre militaire du RHLI, en fut décoré pour ses actions au cours de la Seconde Guerre mondiale. En effet, après le débarquement de Dieppe, il décida de rester alors que les navires repartaient avec les rescapés. Il se rendit volontairement aux Allemands afin de fournir une assistance médicale et spirituelle aux hommes de son propre régiment et à ceux de la 2e Division d'infanterie canadienne qui avaient été faits prisonniers. Il s'agit du seul aumônier militaire à être décoré de la croix de Victoria.

## Perpétuations

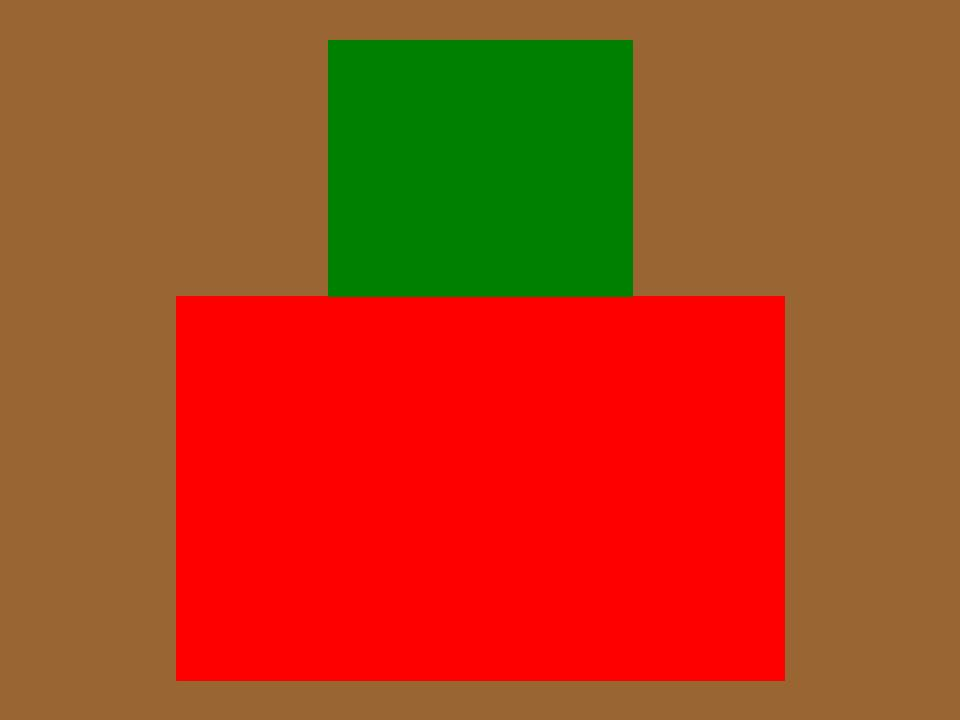
Insigne distinctif du 4e Bataillon "outremers", CEC

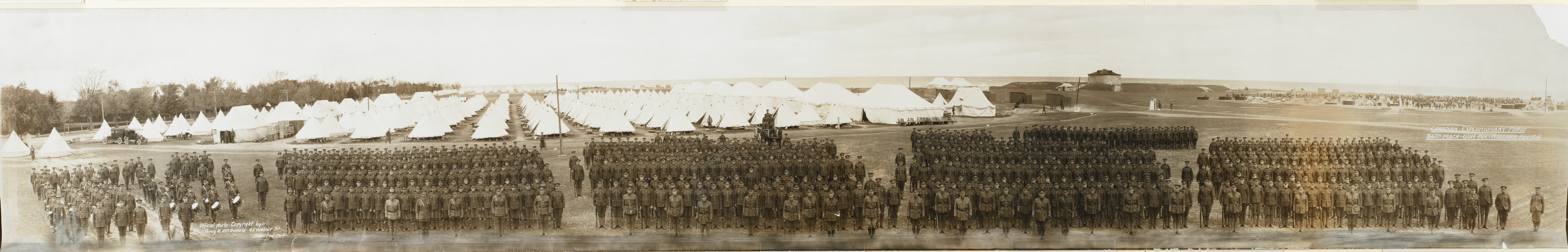
Le 86e Bataillon de mitrailleuses à Niagara en Ontario en novembre 1915

The Royal Hamilton Light Infantry (Wentworth Regiment) perpétue l'histoire de cinq bataillons du Corps expéditionnaire canadien (CEC) de la Première Guerre mondiale, les 4e, 86e, 120e, 129e et 205e Bataillon "outremers", CEC.
Le 4e Bataillon, CEC a été créé le 10 août 1914. Il s'embarqua pour la Grande-Bretagne le 3 octobre 1914 et débarqua en France le 12 février 1915. Il combattit en France et dans les Flandres en tant que composante de la 1re Brigade d'infanterie canadienne au sein de la 1re Division canadienne jusqu'à la fin du conflit. Il fut officiellement dissous le 30 août 1920.
Le 86e Bataillon "outremers", CEC a été créé le 22 décembre 1915. Il s'embarqua pour l'Angleterre le 19 mai 1916 où il sevit à fournir des renforts aux troupes canadiennes au front jusqu'au 22 juin 1916 lorsqu'il fut réorganisé pour devenir le Canadian Machine Gun Depot, CEC (le « Dépôt de mitrailleuses canadien, CEC »). Il fut officiellement dissous le 1er septembre 1917.
Le 120e et le 129e Bataillon "outremers", CEC ont été créés le 22 décembre 1915. Il s'embarquèrent pour la Grande-Bretagne respectivement le 19 mai et le 14 août 1916 où ils servirent à fournir des renforts aux troupes canadiennes au front respectivement jusqu'au 20 janvier 1917 et 18 octobre 1916. Le personnel du 120e Bataillon, CEC fut transféré au 2e Bataillon de réserve, CEC tandis que celui du 129e Bataillon, CEC a été transféré aux 123e et 124e Bataillon "outremers", CEC qui servaient aussi à fournir des renforts aux troupes canadiennes au front. Le 120e Bataillon, CEC fut officiellement dissous le 17 juillet 1917 et le 129e Bataillon, CEC le fut le 21 mai de la même année. Par ailleurs, le 1er mai 1920, The Wenworth Regiment fut réorganisé en tant que régiment à deux bataillons, un de la Milice active non permanente et un de la Réserve. Celui de la Milice active non permanente fut nommé « 1er Bataillon (129th Battalion, CEF) » en mémoire du 129e Bataillon "outremers", CEC. Celui-ci cessa d'exister le 15 décembre 1936 lorsque le régiment fusionna avec The Royal Hamilton Light Infantry.
Le 205e Bataillon "outremers", CEC a été créé le 15 juillet 1916. Il dépêcha deux contingents pour servir de renforts outremers le 28 mars et le 28 avril 1917. Le 20 décembre 1916, il fut réorganisé en tant que dépôt de renforts pour le bataillon de mitrailleuses au Canada. Le 31 octobre 1917, son personnel fut transféré au Corps de mitrailleuses, District militaire No 2 et le bataillon fut officiellement dissous le 1er août 1918.

## Traditions et patrimoine

Drapeau de camp du Royal Hamilton Light Infantry (Wentworth Regiment)

Les traditions et les symboles du Royal Royal Hamilton Light Infantry (Wentworth Regiment) sont les éléments essentiels à l'identité régimentaire. Le symbole le plus important est l'insigne du régiment qui est composé d'une feuille d'érable aux couleurs d'automne chargée d'un cor de chasse d'argent lié de sinople qui enferme les lettres majuscule « RHLI » en or et qui est sommé de la couronne royale au naturel. En pointe, il y a deux listels d'azur lisérés d'or portant les inscriptions « Wenworth Regiment » et « Semper Paratus » en lettres majuscules d'or. La feuille d'érable représente le Canada tandis que le cor de chasse rappelle les origines de l'infanterie légère. « Semper Paratus » est la devise du régiment qui signifie « Toujours prêt » en latin. Un autre élément important de l'identité d'un régiment est la marche régimentaire. Celle du RHLI est The Mountain Rose.
Le RHLI est jumelé avec The Rifles, un régiment de la British Army.